# Боверноа
Боверноа (фр. Beauvernois) насеље је и општина у источном делу централне Француске у региону Бургоња, у департману Саона и Лоара која припада префектури Луан.
По подацима из 2011. године у општини је живело 99 становника, а густина насељености је износила 11,07 становника/km². Општина се простире на површини од 8,94 km². Налази се на средњој надморској висини од 220 метара (максималној 218 m, а минималној 191 m).

## Демографија
| 1962. | 1968. | 1975. | 1982. | 1990. | 1999. | 2011. |
| ----- | ----- | ----- | ----- | ----- | ----- | ----- |
| 139   | 155   | 119   | 97    | 76    | 82    | 99    |

График промене броја становника у току последњих година